# Chelonoidis chilensis
Tartaruga do Chaco, cujo nome científico é Chelonoidis chilensis, é uma espécie de tartaruga terrestre típica da América do Sul. Apesar do nome, não é encontrada, na natureza, no Chile, mas sim no sul do Bolívia, no Paraguai, Argentina e oeste do Uruguai.
Este animal é aparentado aos jabutis encontrados no Brasil, sendo inclusive pertencente ao mesmo gênero (Chelonoidis) (sendo que jabuti é um termo usado exclusivamente no português brasileiro, não existindo na lingua espanhola, idioma dominante na area de distribuição do animal), sendo fisicamente parecido com estes, e por estes motivos as vezes é chamado de jabuti-argentino pelos brasileiros.

## Distribuição
A tartaruga do chaco, é comumente encontrada na Argentina, mas também pode ser vista na Bolívia e no Paraguai, sobretudo nas regiões Chaco e Monte. A sua distribuição é geralmente relacionada à temperatura do local, e à sua precipitação durante o período reprodutivo.

## Dieta
Como a maioria das espécies de tartarugas terrestres, a tartaruga do chaco é herbívora, consumindo gramíneas, arbustos, frutas e cactos.

## Status da espécie
Atualmente, a corrente majoritária de zoólogos entende que há apenas uma espécie do tipo. Todavia, há pesquisadores que acreditam que a C. chilensis deve ser dividida em três espécies: C. chilensis, C. petersi, e C. donosobarrosi. Alguns dão ênfase de que  C. donosobarros deve ser vista como uma subespécie (C. c. donosobarrosi); há considerações que acreditam que esta deveria ser classificada como uma espécie separada, enquanto a C. petersi deveria ser uma variante da C. chilensis com as variações sendo consideradas variações cliniais em populações adjacentes. Não obstante, todos esses taxons são considerados aceitos. A variação morfológica é explicada como um fator de aumento estrutural. Historicamente, estas são vistas como um taxon separado, com poucas pesquisas que possam confirmar ou negar tal entendimento. Uma análise molecular mais recente não encontrou nenhuma variação genética considerável.

## Subespécies
- Commons

Possui três subespécies:
- Chelonoidis chilensis chilensis[3]
- Chelonoidis chilensis donosobarrosi[3]
- Chelonoidis chilensis petersi[3]